# Sud Aviation Vautour
Sud-Ouest Aviation (SNCASO) S.O. 4050 Vautour II byl francouzský bombardovací, přepadový a útočný letoun využívaný francouzským letectvem (Armée de l'Air). Později bylo 28 letounů využíváno Izraelským vojenským letectvem. Název letounu, Vautour, ve francouzštině znamená sup.
Poprvé vzlétl 16. října 1952 a do aktivní služby byl zařazen roku 1958. Jedinou zemí, kam byl letoun exportován, byl Izrael, který letouny nasadil v šestidenní (1967) a opotřebovací válce (1968–70). V nich byly využity jak při bombardovacích misích, tak při vzdušných soubojích. Izraelské letectvo letoun vyřadilo roku 1971 a v březnu následujícího roku byl podniknut poslední let. Celkově byl letoun vyřazen ze služby roku 1979, kdy byl nahrazen stíhačkou Mirage F1.

## Vývoj

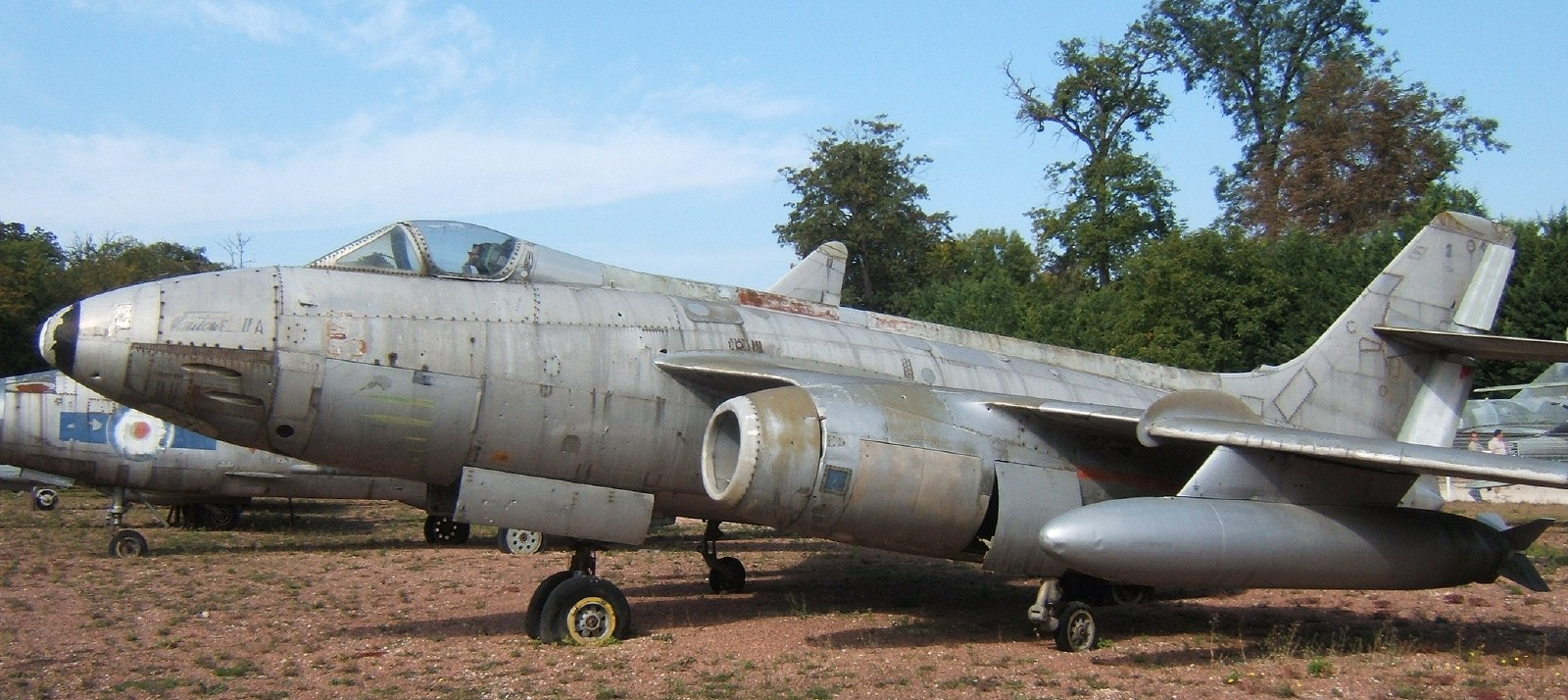
Vautour IIA

Když v roce 1952 francouzské letectvo vydalo požadavek na nový těžký stíhací letoun, přišla společnost SNCASO s návrhem SO-4050. Byl to derivát experimentálního letadla SO-4000, které bylo poháněno dvěma proudovými motory Rolls-Royce Nene 102. Pohonné jednotky byly umístěny v gondolách pod křídly, které měly šípovitost 35°.
První prototyp S.O. 4050-01 převzal konstrukci od svého předchůdce, ale původní motory byly nahrazeny francouzskými Atar 101C. Každý z motorů s axiálním kompresorem měl výkon 27,4 kN. Tento stroj poprvé vzlétl 16. října 1952, pilotovaný Jacquesem Guignardiou. Prototyp sloužil jako základ pro dvoumístnou verzi noční stíhačky Vautour IIN, které bylo nakonec vyrobeno 70 kusů. Letadla Vautour IIN byla vybavena radarem DRAC-25AI nebo DRAC-32AI a šlo o jedinou verzi, která byla schopna létat v noci a použít rakety.
16. prosince 1953 vzlétl prototyp S.O. 4050-02, poháněný motory Atar 101D o výkonu 29,42 kN. Z tohoto prototypu vznikla jednomístná bojová varianta Vautour IIA, určená k útokům proti pozemním cílům. V této verzi bylo vyrobeno 30 kusů, které byly nakonec poháněny motory Atar 101E-3 s tahem 36 kN.
Třetí prototyp S.O. 4050-03 se poprvé  k obloze vznesl 5. prosince 1954. Vznikla z něj varianta Vautour IIB, což byl dvoumístný bombardér, poháněný dvojicí motorů Armstrong Siddeley Sapphire. Celkem bylo v této verzi vyrobeno 40 kusů, které byly schopny nést i jaderné pumy AN-11 nebo AN-22. Později bylo několik těchto strojů předěláno na letadla pro elektronický boj a průzkumné letouny.
Sériová výroba stíhaček Vautour se rozběhla v roce 1956 a do francouzského letectva byly zařazeny v roce 1958. V roce 1957 začala Francie dodávat Vautour IIA i izraelskému letectvu, které potřebovalo nahradit starší letadla de Havilland Mosquito a Gloster Meteor. Nový stroj umožňoval zaútočit na nepřátelské pozemní cíle i na dlouhé vzdálenosti. Ve službách izraelského letectva se letadlo dočkalo svého ostrého bojového nasazení. Vyřazeno bylo poměrně brzy v roce 1971, protože v důsledku francouzského embarga chyběly Izraeli náhradní díly. Kvůli neschopnosti dalších oprav a údržby byly letadla Vautour nahrazeny americkými stroji F-4E Phantom II.

## Služba
5. června 1967 se 25 letadel Vautour podílelo na preventivním útoku na arabská letiště s názvem operace Moked. Tehdy měly tyto stroje největší dolet ze všech letadel izraelského letectva. Proto uskutečnily nálety na nejvzdálenější letiště jako byly H-3 v Iráku nebo Luxor a Ras Banas v Egyptě. Podařilo se jim zničit mnoho letadel Il-28 a Tu-16 odstavených na zemi. Během těchto bojů ztratil Izrael dvě z letadel Vautour.

## Varianty

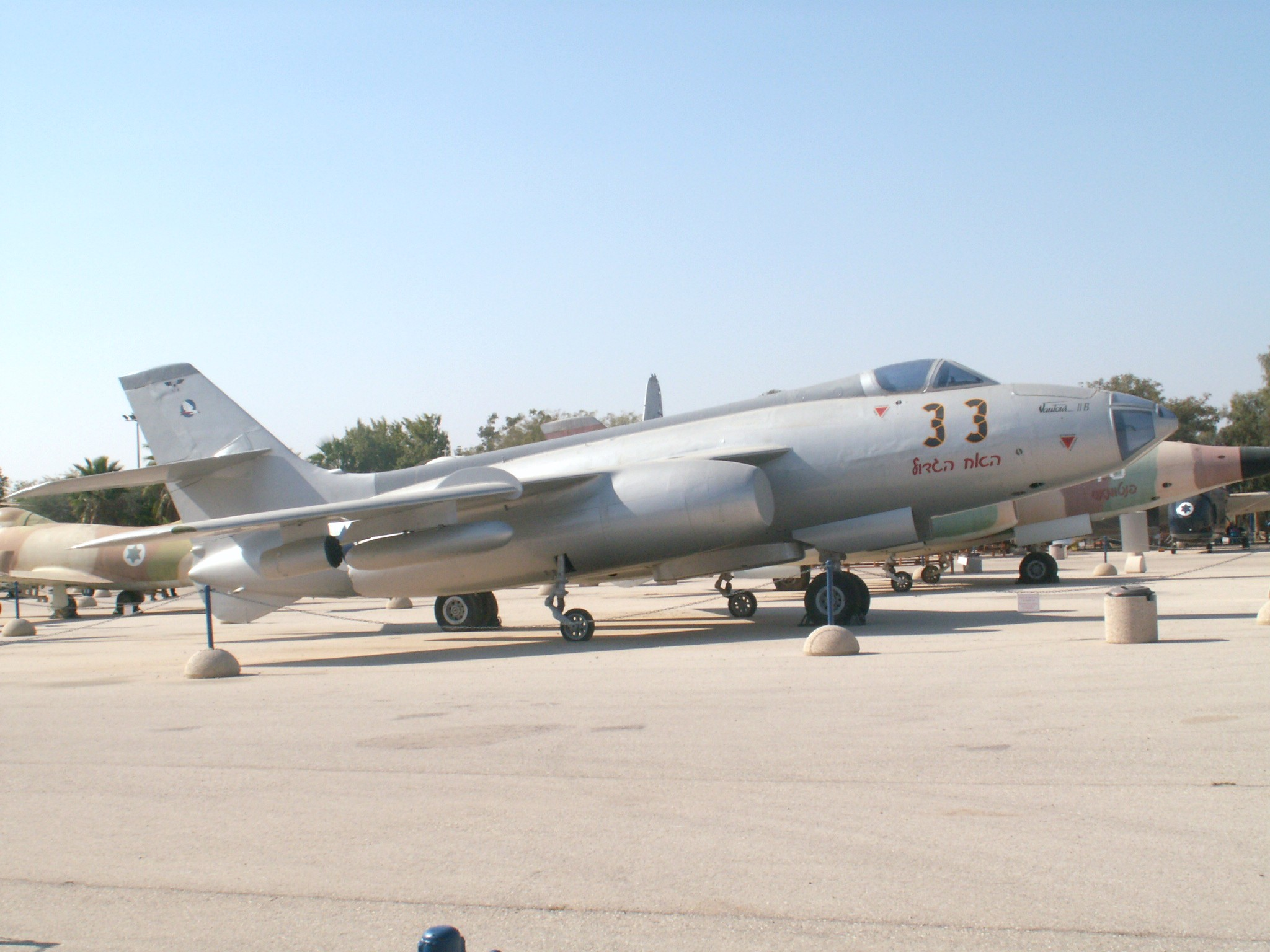
Vautour IIB 33 "Big Brother" v Muzeu izraelského vojenského letectva

Vautour byl vyráběn ve třech základních variantách, lišících se určením, výzbrojí a detaily konstrukčního provedení.
- IIA: Jednomístný stíhací bombardér a taktický útočný letoun, vyzbrojený čtyřmi 30mm kanóny DEFA 552 v přídi trupu, a nesoucí až 2700 kg bomb v trupové pumovnici, anebo až 4000 kg na čtyřech podkřídelních závěsnících. Většina strojů této varianty byla exportována do Izraele.

- IIB: Dvojmístný lehký bombardér s prosklenou přídí trupu v níž bylo stanoviště navigátora-bombometčíka, obsluhujícího zaměřovač typu Norden. Výzbroj byla tvořena 2700 kg bomb v pumovnici anebo až 4000 kg bomb na závěsnících pod křídly, kde mohly být alternativně umístěny i protizemní řízené střely Nord AS-30. Vautoury IIB Armée de l'Air mohly v pumovnici nést jadernou bombu typu AN-11 nebo AN-22 a staly se tak prvním typem bombardéru užívaným jednotkami podřízenými Commandement des Forces Aériennes Stratégiques (Velitelství strategických vzdušných sil), letecké složky francouzské nukleární force de frappe. V této roli byl však brzy nahrazen stroji Dassault Mirage IV. Některé Vautoury IIB byly upraveny do podoby průzkumných verzí IIBR nebo IIBN, později i do podoby verze IIGE určené k vedení radioelektronického boje a ke konci kariéry typu ve Francouzském letectvu vznikla i varianta určená k vlekání vzdušných terčů IIB-TT.

- IIN: Přepadový stíhací letoun pro každé počasí, vybavený palubním radarem DRAC-25AI nebo DRAC-32AI, s dvojčlennou posádkou v kabině tandemového uspořádání. Výzbroj tvořily čtyři 30mm kanóny DEFA 552 v přídi, do spodní části trupu zatažitelná raketnice Matra 104A pro 32 leteckých neřízených střel SNEB 22 ráže 68 mm, a až čtyři protiletecké řízené střely Matra R-511 na závěsnících pod křídly.

## Uživatelé
Francie
- Francouzské letectvo obdrželo 112 letadel.
  - Le centre d'entraînement au bombardement (Středisko bombardovacího výcviku) užívalo Vautoury IIB.
  - 92e Escadre de Bombardement (92. bombardovací eskadra) užívala stroje Vautour IIB, a mezi lety 1970 a 1978 i několik Vautourů IIN. Tvořena byla těmito perutěmi:
    - Escadron de Bombardement 1/92 „Bourgogne“
    - Escadron de Bombardement 2/92 „Aquitaine“

  - 30e Escadre de Chasse Tout Temps (30. stíhací eskadra pro každé počasí) užívala stroje Vautour IIN a několik Vautourů IIA jako cvičné stroje. Skládala se z:
    - Escadron de Chasse 1/30 „Loire“
    - Escadron de Chasse 2/30 „Normandie-Niemen“
    - Escadron de Chasse 3/30 „Lorraine“

 Izrael
- Izraelské letectvo obdrželo 31 letadel, které byly ve službě mezi rokem 1958 a dubnem 1972.
  - Tajeset 110 „Abirej ha-Cafon“ na základně Ramat David užívala 19 strojů Vautour IIA a čtyři průzkumné Vautoury IIBR.
  - Tajeset 119 „Ha‘Atalef“ na základně Tel Nof užívala osm Vautourů IIN. Po zahájení přezbrojování této jednotky na Dassault Mirage III pak byly v červenci roku 1963 všechny Vautoury Izraelského letectva soustředěny u Tajeset 110.[2]

Jeden z Izraeli dodaných strojů varianty IIN byl upraven pro vedení radioelektronického boje a nesl označení II.1N(E).

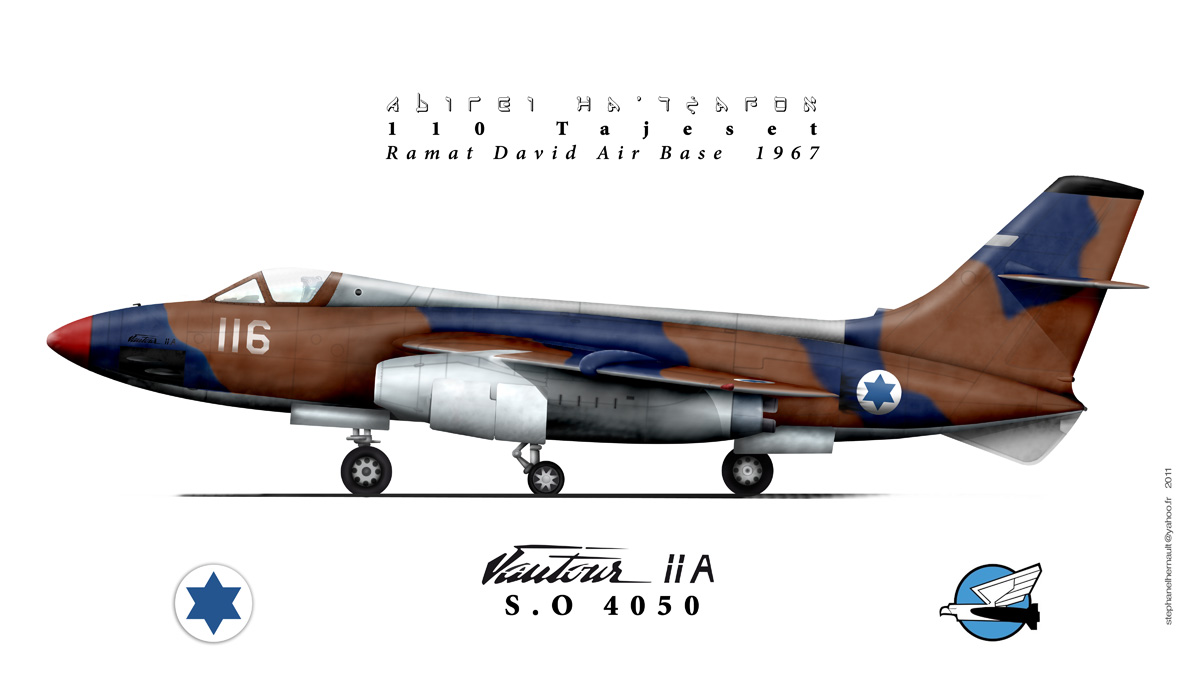
Vautour A
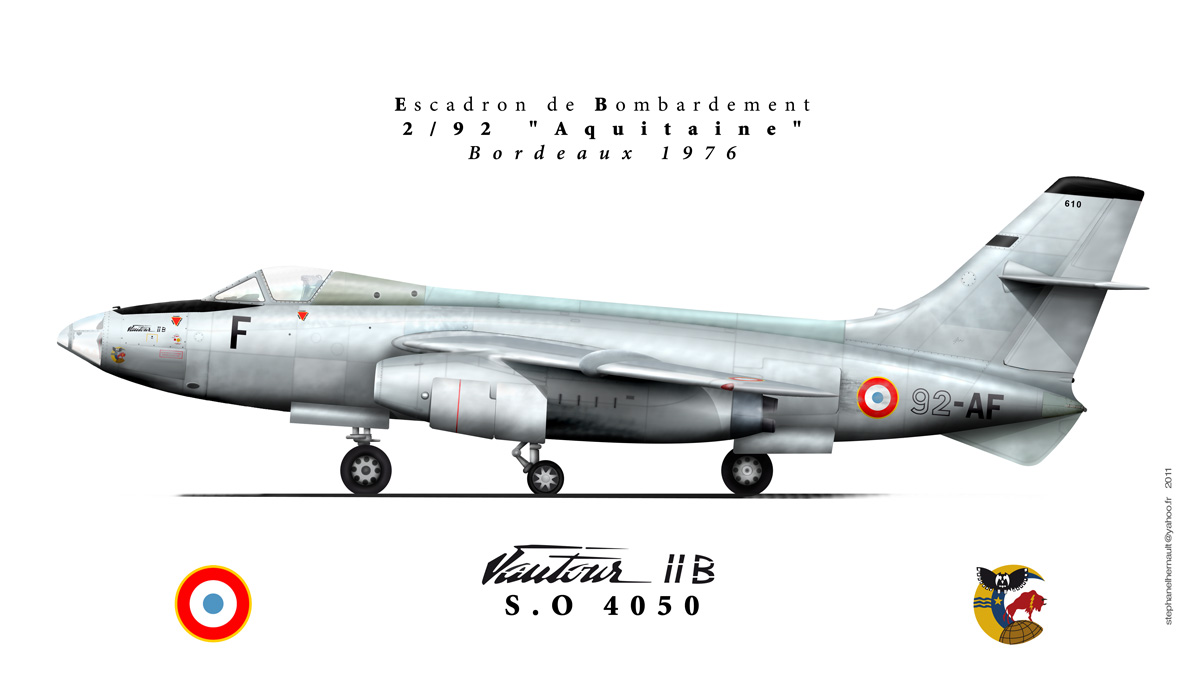
Vautour B
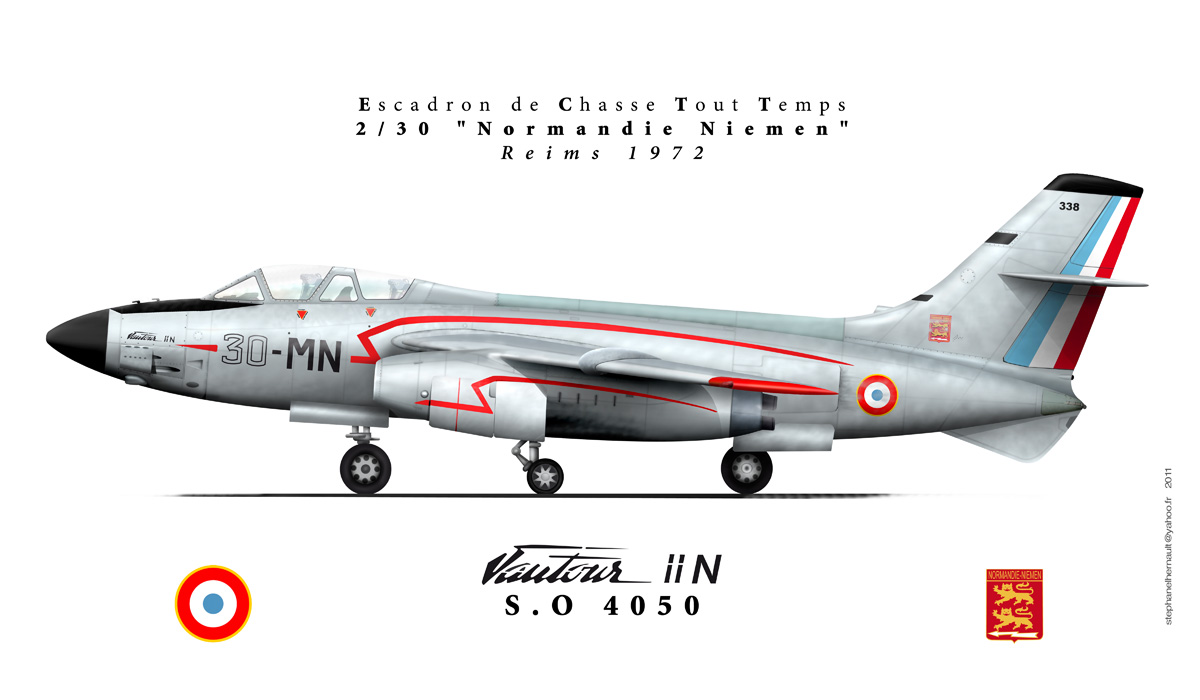
Vautour N

## Specifikace

### Technické údaje
- Osádka: 1 (Vautour A)
- Délka: 15,57 m
- Rozpětí: 15,1 m
- Výška: 4,94 m
- Nosná plocha : 45 m²
- Hmotnost (prázdný): 10 000 kg
- Maximální vzletová hmotnost: 21 000 kg
- Pohonná jednotka: 2 × proudový motor SNECMA Atar101E-3, každý o tahu 34,3 kN

### Výkony
- Maximální rychlost: Mach 0,9, 1 100 km/h na úrovni mořské hladiny
- Dolet: 5 400 km
- Dostup: 15 200 m
- Stoupavost: 60 m/s
- Plošné zatížení: 403 kg/m²
- Poměr tah/hmotnost: 0,4

### Výzbroj
- 4× 30mm kanon DEFA se 100 střelami na zbraň
- 76x neřizená střela vzduch-země
- 6x pumy o hmotnosti 250/400 kg v pumovnici, 4x pumy o hmotnosti 124 kg nebo 2x puma o hmotnosti 450 kg pod křídly[4]